# Lars Englund (journalist)
Lars Englund, född 21 februari 1941, död 15 december 2016 i Göteborg, var en svensk journalist, verksam som radio- och TV-reporter i Göteborg.

## Biografi
Lars Englund kom till dåvarande Sveriges Radio/Sveriges Television 1969 och förblev radio- och tv-reporter i Västra distriktet i Göteborg till sin pensionering 2008
När Västnytt startade sina sändningar 1972 ingick Englund i den första redaktionen. Han kom med åren att inrikta sig på längre reportage, ofta med anknytning till hans stora intresse för hav och sjöfart. 
1989 tilldelades han Publicistklubbens pris Johannapengen med motiveringen: "TV-reportage, i vilka kultur, natur, näringsliv och sociala förhållanden i Västsverige skildrats på ett fängslande och okonventionellt sätt".
2004 fick han Göteborg Stads Förtjänsttecken som "Bevis på erkänsla för utomordentliga insatser för staden"
Englund var även en av de första reportrarna på plats vid Tjörnbrokatastrofen i januari 1980.